# اسپاگتی در هشت دقیقه
فیلم اسپاگتی در هشت دقیقه به کارگردانی رامبد جوان، تهیه‌کنندگی محمدرضا تخت‌کشیان و نویسندگی رامبد جوان و محمود طالبیان ساختهٔ سال ۱۳۸۳ است.

## خلاصهٔ داستان
داستان این فیلم دربارهٔ «پدرام آرام» وکیل پایه یک دادگستری است که با دختر شش ساله‌اش «تکتا» در یک برج ۲۱ طبقه زندگی می‌کند. «پدرام» بسیار شلخته، حواس‌پرت و نامنظم است و همیشه روزهای دوشنبه و سه‌شنبه را اشتباه می‌گیرد. «گلشید» ۳۰ ساله با پسرش «مانی» شش ساله به صورت موقت، آپارتمان طبقهٔ بالای پدرام را اجاره می‌کنند. «گلشید» قصد مهاجرت به آلمان را دارد. همسایگی این دو خانواده ماجراهایی را برای آنها به وجود می‌آورد و…

## جوایز
| سال  | جشنواره                                              | رده              | دریافت‌کننده | نتیجه |
| ---- | ---------------------------------------------------- | ---------------- | ----------- | ----- |
| ۱۳۸۴ | بیستمین جشنواره بین المللی فیلم‌های کودکان و نوجوانان | بهترین کارگردانی | رامبد جوان  | برنده |